# ムーンライト伝説/乙女のポリシー
『ムーンライト伝説/乙女のポリシー』（ムーンライトでんせつ/おとめのポリシー）は、テレビアニメ『美少女戦士セーラームーン』及び『美少女戦士セーラームーンR』の主題歌を収録した両A面シングル。2000年6月21日に日本コロムビアより発売された。

## 概要
- 「ムーンライト伝説」は『美少女戦士セーラームーン』のオープニングテーマとして1992年3月21日に発売されたシングル曲の再発。
- 「乙女のポリシー」は『美少女戦士セーラームーンR』のエンディングテーマとして1993年3月21日に発売されたシングル曲の再発。

## 収録曲
| #         | タイトル                                   | 作詞       | 作曲      | 編曲      | 歌         | 時間  |
| --------- | ------------------------------------------ | ---------- | --------- | --------- | ---------- | ----- |
| 1.        | 「ムーンライト伝説」                       | 小田佳奈子 | 小諸鉄矢  | 池田大介  | DALI       | 2:51  |
| 2.        | 「乙女のポリシー」                         | 芹沢類     | 永井誠    | 京田誠一  | 石田よう子 | 3:17  |
| 3.        | 「ムーンライト伝説」(オリジナル・カラオケ) |            | 小諸鉄矢  | 池田大介  |            | 2:56  |
| 4.        | 「乙女のポリシー」(オリジナル・カラオケ)   |            | 永井誠    | 京田誠一  |            | 3:16  |
| 合計時間: | 合計時間:                                  | 合計時間:  | 合計時間: | 合計時間: | 合計時間:  | 12:20 |